# Le Parapluie fantastique
Pour les articles homonymes, voir Parapluie (homonymie).
 (juillet 2025).
Pour plus de détails, voir Fiche technique et Distribution.
Le Parapluie fantastique est un film de Georges Méliès sorti en 1903 au début du cinéma muet.

## Distribution
- Georges Méliès : l'illusionniste

## Fiche technique
- Titre : Le parapluie fantastique
- Réalisation : Georges Méliès
- Scénario : Georges Méliès
- Société de production : Star Film
- Production : Georges Méliès
- Sociétés de distribution :
  - France : Georges Méliès
- Pays de production : France
- Langue originale : muet
- Format : Noir et blanc - 1,33:1
- Durée : 4 minutes
- Dates de sortie :
  - États-Unis : 7 novembre 1903